# Nova Olinda (Tocantins)
Nova Olinda es un municipio brasileño del estado del Tocantins. Se localiza a una latitud 7°37′54″ S y a una longitud 48°25′21″ O, estando a una altitud de 257 metros. Su población estimada en 2004 era de 10 148 habitantes.
Posee un área de 1723,95 km².